# Toni Ortelli
Antonio „Toni“ Ortelli (* 25. November 1904 in Schio; † 3. März 2000 ebenda) war ein italienischer Alpinist, Dirigent und Komponist.
Ortelli ist im Alpenraum bekannt für sein 1927 für den Coro della SOSAT (Trient) komponiertes Lied La Montanara („Das Lied der Berge“), das von Luigi Pigarelli harmonisiert wurde; es ist in 148 Sprachen übersetzt worden.